# Pseudarctos
Pseudarctos bavaricus
Genre
Espèce
Pseudarctos est un genre fossile de mammifères de la tribu des Pseudarctini (sous-famille des Amphicyoninae, famille des Amphicyonidae, les « chiens-ours »). Il n'est représenté que par son espèce type, Pseudarctos bavaricus, qui a vécu lors du Miocène.

## Classification
Le genre Pseudarctos et l'espèce Pseudarctos bavaricus sont décrits en 1899 par le paléontologue allemand Max Schlosser (1854-1932).